# Swashbuckle
Swashbuckle är ett amerikanskt thrash metal-band från Mercer County, New Jersey som grundades 2005. Bandet har skivkontrakt med Nuclear Blast. Swashbuckle är kända för att spela på temat sjöröveri, vilket återspeglas i deras texter, scenkläder, artistnamn och scenframträdanden överlag.

## Historia
Swashbuckle grundades på en krog 2005, där Patrick Henry och Justin Greczyn träffades och insåg att de hade en gemensam förkärlek för pirater och thrash metal. De bestämde sig för att grunda ett band, med Henry på bas och sång och Greczyn på gitarr, och rekryterade därefter trummisen Mike Soganic och ytterligare en gitarrist. Bandet släppte en demo, Yo Ho Demo, 2005 och antog artistnamnen Admiral Nobeard (Henry), Commodore Redrum (Greczyn), Captain Crashride (Soganic) och Rowin' Joe Po. Någon gång under Swashbuckles historia fanns också en keyboardist, Cabinboy Arsewhipe, med i bandet, men han verkar inte finnas med på några skivsläpp.
De släppte sitt debutalbum Crewed by the Damned 2006, varefter gitarristen Rowin' Joe Po lämnade bandet. Efter detta turnerade bandet extensivt fram till 2009, då de släppte sitt nästa album, Back to the Noose.
2010 lämnade Captain Crashride bandet och ersattes av Bootsmann Collins (Paul Christiansen), som medverkade på bandets tredje album, Crime Always Pays, innan han lämnade Swashbuckle 2011 och ersattes av Eric Brown.

## Bandmedlemmar

### Nuvarande medlemmar
- Admiral Nobeard (Patrick Henry) – sång, basgitarr (2005–)
- Commodore Redrum (Justin Greczyn) – gitarr, sång, keyboard (2005–)
- Legendary Pirate King Eric "The" Brown (Eric Brown) – trummor (2011–)

### Tidigare medlemmar
- Rowin' Joe Po (Joseph L. Potash) – gitarr (2005–2006)
- Cabinboy Arsewhipe – keyboard
- Captain Crashride (Mike Soganic) – trummor (2005–2010)
- Bootsmann Collins (Paul Christiansen) – trummor (2010–2011)

## Diskografi

### Demo
- Demo (2005)
- Yo Ho Demo (2005)

### Studioalbum
- Crewed by the Damned (2006)
- Back to the Noose (2009)
- Crime Always Pays... (2010)

### EP
- We Hate the Sea EP (2014)
- Dumb to be Swashbuckle (2019)

### Singlar
- "Cruise Ship Terror" (2009)
- "Beating a Dead Seahorse" (2019)
- "The Last Days of Piracy" (2019)